# Christoph Althofer

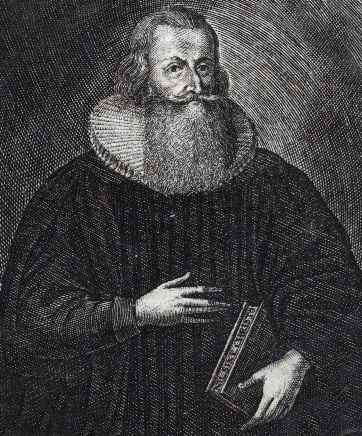
Christoph Althofer

Christoph Althofer (* 9. November 1606 in Hersbruck; † 11. Mai 1660 in Kulmbach) war lutherischer Theologe.

## Leben
Christoph Althofer studierte in Altdorf bei Nürnberg, Wittenberg, Leipzig und Jena, wo er sich der theologischen Richtung des so genannten „johannischen Trias“ um Johann Gerhard, Johannes Major und Johann Himmel anschloss. Als „ächter Gerhardianer“ wurde er 1629 zu einer theologischen Professur und zum Diakonat nach Altdorf berufen. Sein geistliches Amt legte er 1637 aus Gewissensbedenken über die Missbräuche des lutherischen Beichtwesens nieder.
1639 erwarb er in Jena die theologische Doktorwürde und ging 1644 als brandenburgischer Kirchenrat und Generalsuperintendent nach Kulmbach. Hier setzte er sich besonders für das Schulwesen ein. Dazu bat er den Markgrafen, die Hälfte der Einkommen aus dem Kloster Heilsbronn für die Verbesserung der Schulen in Kulmbach und Heilsbronn zu verwenden. Sowohl die Lehrer als auch die Schüler hielt er zum Fleiß an.

## Werke
Verzeichnisse seiner theologischen Schriften (darunter auch Kommentare zu paulinischen Briefen, eine Predigt u. a.) finden sich in:
- Gustav Georg Zeltner: Catalogus Librorum Venalium. Ex Bibliotheca Theologico-Philologica. Altdorf 1740, S. 138.
- Henning Witte: Memoriae Theologorum nostri seculi clarissimorum renovatae, Band 11. Hallervord, Frankfurt am Main 1684, S. 1487–1493.